# José Larralde
José Teodoro Larralde Saad (Huanguelén, 22 de octubre de 1937), conocido simplemente como José Larralde, es un reconocido cantautor y poeta argentino que destacó en la milonga campera. Es uno de los referentes más destacados de su género y de la música popular argentina.
Su obra se caracteriza por su profunda conexión con la vida rural, la denuncia social y la reivindicación de los sectores populares. 
En 1995 recibió el premio Konex de Platino como el mejor cantante masculino de folklore de la década en la Argentina.

## Primeros años y comienzos artísticos

### Infancia y juventud
José Teodoro Larralde Saad nació el 22 de octubre de 1937 en Huanguelén, un pequeño pueblo rural que se encuentra mayoritariamente en el partido de Coronel Suárez, pero ingresa levemente al partido de Guaminí, ubicado al suroeste de la provincia de Buenos Aires (Argentina). Su padre, José Larralde Iribarren Machicote Berrotagaraicoechea, era un inmigrante vasco navarro oriundo de Aranaz (España),
que llegó a Argentina en 1918 a la edad de 14 años.
Tras trabajar como boyero en un tambo de Avellaneda, cerca de la ciudad de Buenos Aires
se estableció como peón rural en la estancia San Lorenzo, en Huanguelén, donde conoció a quien sería su esposa, Bibiana Saad, hija de inmigrantes árabes del partido de General La Madrid.
Su padre, luego de perder el trabajo en la estancia, se dedicó junto a su familia al comercio informal de chatarra y artículos de segunda mano. Era un hogar muy pobre, pero rodeado del cariño familiar.
Desde temprana edad, se familiarizó con las tareas del campo y desarrolló una profunda conexión con la naturaleza y el paisaje rural que lo rodeaba. Un día, alguien les regaló una vieja guitarra junto a una cocina en desuso.
Ese instrumento se convirtió en el juguete y pasión preferida de José, quien a los 7 años comenzó a componer sus primeros versos, manifestando una inclinación innata hacia la poesía. Sus composiciones, de carácter crítico y observador, reflejaban los oficios, personajes y situaciones que encontraba en su entorno, retratando con autenticidad y crudeza la realidad cotidiana del ámbito rural.
A los 11 años aprendió a tocar las notas de una milonga en esa guitarra regalada. En sus ratos libres, mientras realizaba diversas labores en el campo familiar, solía interpretar sus propias letras.
Durante su juventud, Larralde atravesó una etapa de desorientación y vida errante, durmiendo en andenes de trenes, embarcaderos y otros lugares públicos como cuenta en "Cimarrón y tabaco", del año 1971. Esta experiencia nómada, compartida con otros en situaciones similares, fortaleció su espíritu de independencia y su rebeldía ante las adversidades. A pesar de las dificultades, Larralde mantuvo su dignidad y su determinación por encontrar un trabajo honrado, valores que luego plasmaría en su obra artística. Finalmente, tomó la decisión de migrar a la ciudad en busca de mejores oportunidades laborales, iniciando una nueva etapa en su vida que marcaría profundamente su trayectoria.

### Inicios en la música y la poesía
Desde su niñez en Huanguelén, José Larralde manifestó una inclinación innata hacia la escritura y la composición poética. A la temprana edad de 7 años, comenzó a plasmar en versos sus observaciones críticas sobre el entorno rural que lo rodeaba, retratando los oficios, situaciones y personajes que conformaban su realidad cotidiana.
Fue a los 11 años cuando Larralde adquirió su primera guitarra, instrumento que marcaría el inicio de su vocación por la música folclórica y el canto. En sus ratos libres, mientras realizaba diversas labores en el campo, solía interpretar sus propias composiciones con el acompañamiento de la guitarra. De este modo, fue forjando un estilo personal que fusionaba su talento lírico con las vivencias y tradiciones del ámbito rural bonaerense.
A medida que crecía, Larralde se convirtió en un asiduo observador de su entorno, captando los detalles más humildes y cotidianos de la vida campesina. Imágenes como los fogones humeantes, los guisos caseros, las alpargatas gastadas y las ropas sencillas se convirtieron en fuentes de inspiración para sus versos, reflejando su profunda conexión con el universo del hombre de campo.
Su poesía fue definida por periodistas de la época por estar cargada de realismo y crítica social, retratando las duras condiciones de vida del trabajador rural, las injusticias sociales y la explotación que sufrían los sectores más desfavorecidos. Según estos Larralde no temía incomodar con sus versos directos y coloquiales, convirtiéndose en un cronista poético de los olvidados y marginados.

### Encuentro con Jorge Cafrune
El año 1966 marcó un punto de inflexión en la carrera de José Larralde, gracias a su encuentro con el reconocido cantor folclórico Jorge Cafrune (1937-1978), de 29 años, como Larralde. Este encuentro fue propiciado por José Dip, vecino de Larralde en Huanguelén, quien mantenía vínculos con Cafrune. Larralde, anhelando conocer al famoso cantor, le pedía frecuentemente a Dip que se lo presentara. Finalmente, durante un asado familiar en casa de su tío Eduardo Saad, Dip cumplió el deseo de Larralde y le dio la oportunidad de mostrarle a Cafrune algunas de sus composiciones.
Cafrune, impresionado por la calidad y profundidad de los temas, con letras que reflejaban la vida rural y las injusticias sociales, le pidió a José Dip que al día siguiente llamara al músico folclórico Hernán Figueroa Reyes (1936-1973), de 30 años de edad, quien era director de grabaciones de CBS, porque deseaba incluir algunos de los temas escuchados en su disco en preparación, editado en 1967, titulado Jorge Cafrune. Así decidió incluir dos canciones, «Permiso» y «Sin pique», en su próximo disco para el sello CBS Columbia. A pesar de algunos contratiempos iniciales con la compañía discográfica, las canciones de Larralde lograron formar parte del álbum Jorge Cafrune, editado en 1967. Este hecho significó la primera oportunidad para que el trabajo del hasta entonces desconocido Larralde trascendiera a un público más amplio y comenzara a ganar reconocimiento en el ámbito de la música folclórica argentina.
Poco después, Cafrune invitó a Larralde a acompañarlo en una actuación en el Club Social y Deportivo Unión, de la población de Girodias (a 122 km al norte de Huanguelén, y a 450 km al suroeste de la ciudad de Buenos Aires). Aun hoy se puede ver el galpón que constituye el club, a la salida del pueblo. Cafrune interpretó tres temas y luego presentó a Larralde, quien a partir de ahí se hizo dueño del escenario, con la anuencia de Cafrune, y cantó varios temas, incluyendo la emblemática «Herencia pa’ un hijo gaucho». Esta presentación captó la atención de los directivos de la compañía discográfica RCA Victor, quienes le ofrecieron un contrato para grabar su propio disco.
El apoyo inicial de Jorge Cafrune y su generosidad al difundir las primeras obras de Larralde, junto a su deseo de dar a conocer su talento, fueron fundamentales para abrirle las puertas del éxito y dar inicio a una prolífica carrera discográfica, retratando oficios, situaciones y personajes que se cruzaron en su camino. Además de dedicarse a la composición y al canto en aquel momento también realizó trabajos de albañil, mecánico, trabajador rural, tractorista y soldador, y prosiguió trabajando mientras realizó sus primeras grabaciones.

## Carrera musical

### Trayectoria discográfica
La carrera discográfica de José Larralde comenzó en 1967 (en que grabó el primero de veintiocho discos editados en la Argentina, sin contar reediciones y compilados) con el lanzamiento de su primer álbum, titulado Canta José Larralde, bajo la empresa discográfica RCA Victor. Este debut marcó el inicio de una prolífica trayectoria que lo llevaría a grabar más de 30 producciones de larga duración a lo largo de su vida.
En los años siguientes, Larralde mantuvo un ritmo constante de grabaciones, lanzando discos como
Permiso y
El sentir de José Larralde (Herencia pa’ un hijo gaucho), en 1968,
Pa’ que dentre,
Hombre y
El sentir de José Larralde (Herencia pa’ un hijo gaucho), segunda parte (en 1969),
Amigo y
Milonga de tiro largo Santos Vega (en 1970).
Su obra discográfica abarcó diversos estilos dentro del folclore argentino, desde milongas pampeanas hasta ritmos de la Patagonia, el Litoral y la región de Cuyo. Larralde demostró su versatilidad al rescatar y difundir géneros como los loncomeos, los cordilleranos y los antiguos valses criollos.
Algunos de sus álbumes más emblemáticos y aclamados por la crítica incluyen Milonga de Tiro Largo Santos Vega (1970),
Cimbreando (1972),
Simplemente (1973),
Del corazón pa’ dentro (1974) y
El alegre canto de los pájaros tristes (1986).
Además de sus producciones de estudio, Larralde también lanzó una serie de discos compilados que reunían sus grandes éxitos y versiones renovadas de sus temas más populares, como 
Pa’ darse entero (1970),
Las grandes creaciones (1978) y
Retrato de un grande (1990).
La obra discográfica de José Larralde trascendió las fronteras argentinas, alcanzando una amplia difusión en países como
Uruguay,
Paraguay,
Chile,
Brasil,
Colombia,
Venezuela,
México,
España,
Alemania y
Australia,
entre otros.
Se estima que las ventas totales de sus discos superaron los 12 millones de unidades, con su emblemática Herencia pa’ un hijo gaucho liderando las ventas con más de 6 millones de copias.

### Estilo musical y temáticas
El estilo musical de José Larralde se enmarca dentro de la tradición del folclore argentino, con especial énfasis en la milonga campera y los ritmos propios de la región pampeana bonaerense. Su voz potente y expresiva, acompañada principalmente por la guitarra o la viola, le permitió plasmar con autenticidad las vivencias y el universo del hombre de campo.
Una de las características distintivas de la obra de Larralde es su profundo arraigo en la realidad rural y las experiencias de los sectores más desfavorecidos de la sociedad. Sus letras, iniciadas a la temprana edad de 7 años, abordan temáticas como los oficios y faenas del trabajador rural, las penurias económicas, la explotación laboral, las injusticias sociales y la crítica a la maquinaria comercial que desvirtúa el género. A través de sus composiciones, Larralde logró capturar con crudeza y realismo las duras condiciones de vida del peón de campo, las vicisitudes del inmigrante en la ciudad y las desigualdades entre ricos y pobres. Sus versos, impregnados de un lenguaje coloquial y directo, no temían incomodar al denunciar los abusos de poder y las desigualdades imperantes.
Además de su compromiso social, Larralde también cultivó temáticas más intimistas y emotivas, como el amor, la libertad y la conexión con la naturaleza. Sin embargo, incluso en estas composiciones de corte más personal, solía recurrir a escenarios y metáforas vinculadas al ámbito rural, reflejando su profunda identificación con ese entorno.
En su extensa trayectoria, Larralde abordó diversos géneros y ritmos folclóricos, desde los loncomeos y cordilleranos de la Patagonia hasta valses criollos y canciones del litoral y la región de Cuyo, demostrando su versatilidad y su afán por rescatar y difundir las expresiones musicales más auténticas de las distintas regiones argentinas. Fue de los primeros en difundir loncomeos y cordilleranas de ambientación patagónica de Marcelo Berbel. Ocasionalmente en su trayectoria, abordó canciones del litoral o Cuyo, o rescató viejos valses criollos, como “Temblando”.
Su música de raíz folclórica, se caracteriza principalmente por cantar contra todo tipo de lo que él considera injusticias y desigualdades.

### Reconocimiento e influencia
La figura de José Larralde alcanzó un notable reconocimiento y popularidad dentro de la escena folclórica argentina, convirtiéndose en un exponente destacado y representativo del género de la milonga campera y la música arraigada en las tradiciones del interior bonaerense.
Su estilo musical, enraizado en la realidad rural y el universo del hombre de campo, logró conectar profundamente con un público que se sintió identificado con las temáticas y vivencias retratadas en sus composiciones. A través de sus letras crudas y directas, Larralde se erigió como un portavoz poético de los sectores más desfavorecidos, denunciando las injusticias sociales, la explotación laboral y las desigualdades imperantes.
Si bien Larralde cultivó un perfil alejado de los circuitos comerciales masivos y los grandes festivales, su obra trascendió estas barreras y alcanzó una amplia difusión en todo el territorio argentino y en otros países como Brasil, Chile, Paraguay, Uruguay, Venezuela, Colombia, México, Australia, Alemania y España. Sus presentaciones en salas y teatros más íntimos le permitieron forjar un vínculo estrecho con sus seguidores, quienes valoraban la autenticidad de su mensaje y su compromiso con las raíces folclóricas.
La popularidad de Larralde se vio respaldada por el éxito comercial de sus discos, los cuales lograron ubicarse entre los más vendidos del género folclórico en Argentina. Su emblemática obra "Herencia pa' un hijo gaucho" se convirtió en un verdadero fenómeno, alcanzando la cifra récord de más de 6 millones de unidades vendidas en el país.
Más allá de las cifras de ventas, el impacto de Larralde en la cultura popular argentina se evidenció en el reconocimiento de sus pares y la crítica especializada. En 1995, recibió el prestigioso Premio Konex de Platino como el mejor cantante masculino de folklore de la década, un galardón que consolidó su posición como uno de los máximos exponentes del género en su generación.
El legado artístico de José Larralde trascendió las fronteras del folclore y ejerció una notable influencia en artistas y bandas jóvenes de otros géneros musicales. Un ejemplo destacado fue una de las bandas más emblemáticas de la escena del Heavy Metal como lo fue Hermética, cuyo exlíder Ricardo Iorio grabó versiones de temas compuestos por Larralde. Este hecho atrajo a un público juvenil hacia la obra del folclorista, ampliando su alcance y proyectando su mensaje a nuevas generaciones. La capacidad de Larralde para conectar con artistas de diferentes estilos y épocas demostró la universalidad de su mensaje y la vigencia de su compromiso social a través de la música.

## Vida personal y controversias

### Filosofía de vida y compromiso social
La obra de José Larralde se caracteriza por una marcada sensibilidad social y una preocupación constante por las realidades de los sectores populares y rurales. Sus letras reflejan las vivencias, las luchas y las aspiraciones de los trabajadores, los campesinos y los marginados, convirtiéndose en un vehículo de expresión para aquellos que a menudo carecen de voz en la sociedad.
Su compromiso con la justicia social y la defensa de la dignidad humana se manifiesta en la temática de sus canciones, que abordan cuestiones como la explotación laboral, las desigualdades económicas y la marginación social. Larralde no rehúye la crítica a las estructuras de poder y las injusticias del sistema, convirtiendo su música en un instrumento de denuncia y reivindicación.
Su autenticidad y coherencia entre su discurso artístico y su vida personal le han valido el respeto y la admiración de un amplio público que se identifica con sus valores y su postura crítica frente a la realidad social.
Larralde ha mantenido una independencia artística notable, evitando los circuitos comerciales masivos y los grandes festivales. Su compromiso con la verdad y su fidelidad a las vivencias del pueblo argentino lo han convertido en un referente de la música popular comprometida con la transformación social.

### Censura durante la dictadura militar
Durante los gobiernos de facto de las Juntas Militares en Argentina, entre la década de 1960 y 1983, la obra de José Larralde fue objeto de censura y restricciones debido al contenido crítico y reivindicativo presente en sus letras.
Las autoridades militares de la época consideraban que las canciones de Larralde, con su enfoque en las problemáticas sociales y la denuncia de las injusticias, representaban una amenaza para el orden establecido. Su música fue catalogada como "subversiva" o "peligrosa", lo que llevó a la interrupción de sus grabaciones y presentaciones en algunos casos.
A pesar de las dificultades y presiones, Larralde se mantuvo firme en su postura y nunca claudicó en su compromiso con la verdad y la justicia social. Su negativa a autocensurarse lo convirtió en un símbolo de resistencia cultural durante un período de represión y control estricto de la expresión artística.

### Vida privada y anécdotas
La vida personal de José Larralde se caracterizó por una existencia sencilla y austera, alejada de los reflectores y la fama. Mantuvo siempre una conexión cercana con sus orígenes humildes y las tradiciones del ámbito rural, prefiriendo una vida discreta y reservada.
Diversas anécdotas revelan la personalidad íntegra y coherente de Larralde. Él cuenta que, durante la época de la dictadura militar, cuando estaba prohibido llevar pelo largo y barba, portaba un permiso especial que le permitía mantener su imagen de acuerdo con su profesión artística.
Asimismo, se han registrado momentos en los que Larralde interrumpía sus propias actuaciones si consideraba que el público se comportaba de manera inadecuada o irrespetuosa. Con firmeza, solía exigir el respeto hacia su arte y su público, demostrando su compromiso con la dignidad y la integridad.
En 2022, Larralde reveló en una entrevista que su canción "Quimey Neuquén" fue utilizada en el capítulo final de la aclamada serie estadounidense Breaking Bad. Si bien se mostró sorprendido por la elección de su música en una producción internacional, también expresó con humor que no recibió ninguna compensación económica por su uso, atribuyéndolo a la falta de convenios entre Argentina y Estados Unidos.
En los últimos años, residió en un modesto departamento en la ciudad, donde llevaba una rutina cotidiana sencilla, dedicada a tareas domésticas y a la reflexión, alejado de los escenarios.

## Discografía
- 1967: Canta José Larralde
- 1968: Permiso.

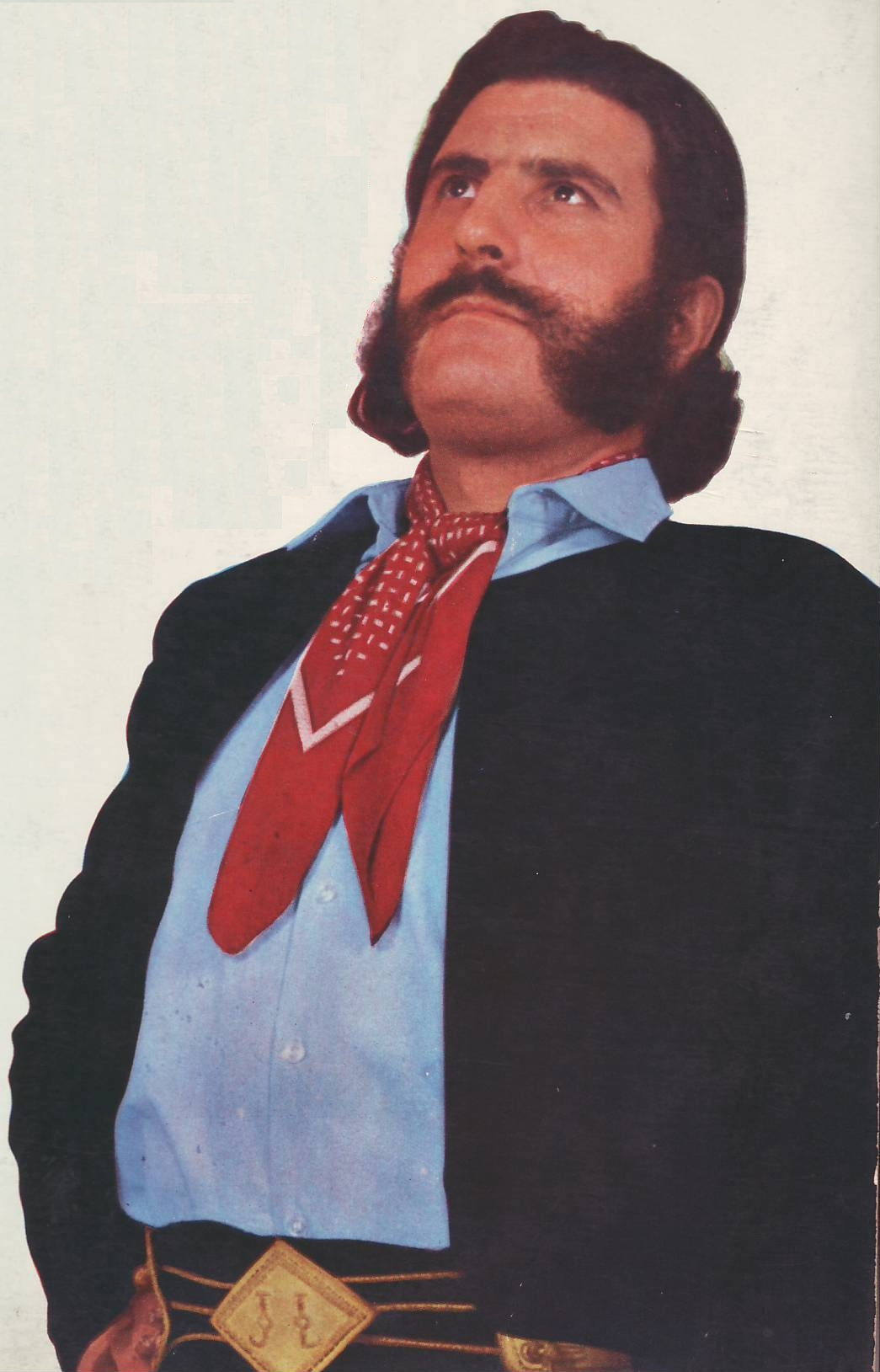
José Larralde en 1968, a los 31 años.

- 1968: El sentir de José Larralde (Herencia pa’ un hijo gaucho).
- 1969: Hombre.
- 1969: Pa’ que dentre.
- 1969: El sentir de José Larralde (Herencia pa’ un hijo gaucho-segunda parte).
- 1970: Amigo.
- 1970: Milonga de tiro largo/Santos Vega.
- 1971: Cimarrón y tabaco.
- 1972: Cimbreando.
- 1973: Simplemente (allí donde alcé mi rabia).
- 1973: Macollando.
- 1974: Del corazón pa’ dentro.
- 1975: Y un por qué sin final.
- 1976: De hablarle a la soledad.
- 1977: Al tranco manso nomás.
- 1978: Si yo elegí mi destino.
- 1979: Desde lejos.
- 1980: Del sur pa’ allá.
- 1981: Amansando soledades.
- 1982: Un viento de aquel lao.
- 1983: Hablando en criollo.
- 1984: Viento arriba.
- 1986: El alegre canto de los pájaros tristes.
- 1995: Como quien mira una espera.
- 1996: Trayendo ayeres, volumen I y II.
- 1999: A las 11 - 1/4.

### Compilados y revisiones

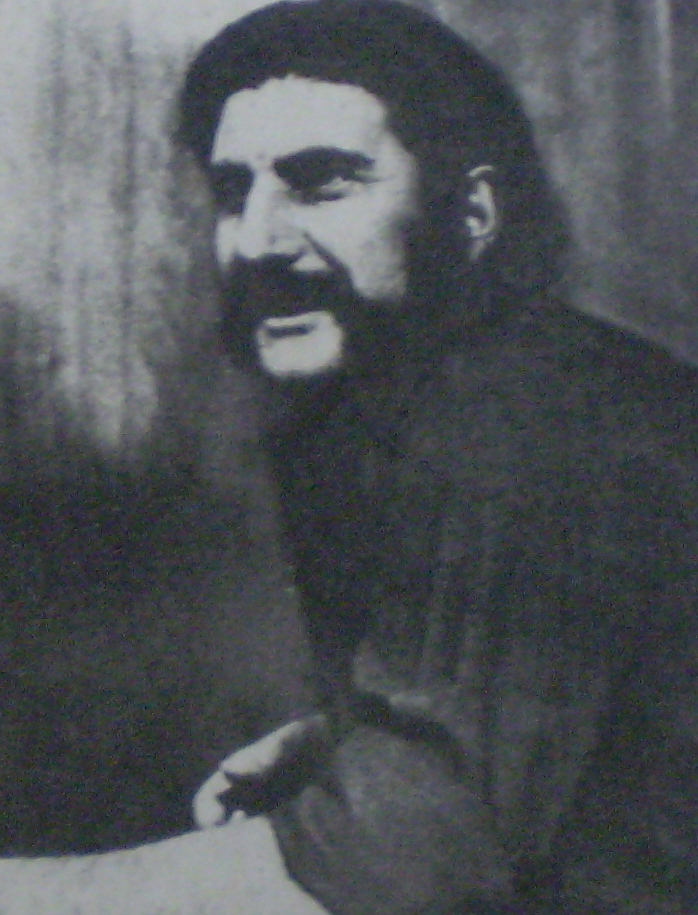
José Larralde en 1970, a los 33 años.

- 1972: Pa’ usté.
- 1978: Las grandes creaciones.
- 1979: Pa’ darse entero
- 1987: Por adentro.
- 1990: Retrato de un grande.
- 1992: Milongas.
- 1994: 16 grandes éxitos.
- 1995: Serie 20 éxitos.
- 1998: Folklore y verdad.
- 1999: Romance de un perseguido.
- 2000: Con mi sangre de hoy.
- 2003: Son verdades las que digo.
- 2004: Antología.
- 2006: Larralde vs. Cafrune.
- 2007: Colección nuestro folclore.
- 2008: Treinta verdades.

## Filmografía
- 1971: Santos Vega, dirigida por Carlos Borcosque